# SIRIS (lokale omroep)
SIRIS is de lokale radio- en televisiezender voor de gemeente Asten en de gemeente Someren. Het bedient daarmee tevens de dorpen Heusden, Ommel, Lierop, Someren-Eind en Someren-Heide.

## Geschiedenis
SIRIS werd opgericht op 1 oktober 1988 als publieke omroep. Toenmalig burgemeester Henk Roels gaf het startsein. Rien van Horik werd de eerste hoofdredacteur, na een half jaar opgevolgd door zijn broer Harrie van Horik. Omdat het niet was toegestaan om reclame uit te zenden was er een klein budget. De werknemers namen zelf apparatuur mee. De lokale omroep is mede ontstaan uit piratenzenders uit Someren en omgeving, zoals Radio Ramona, IBEON (Ik Ben Er Ook Nog), Radio het Stampertje, Black Shadow en High Chapparel. In 1991 kregen lokale omroepen toestemming om commercials uit te zenden.
Eind 1996 wilde SIRIS fuseren met Asten Lokaal, SIRIS richtte zich alleen op de gemeente Someren, maar zond op 15 juli 1997 een officieel verzoek naar het Commissariaat voor de Media voor een fusie met Asten Lokaal. Op 19 mei 1998 ging de samenwerking van start. De nieuwe omroep kreeg de naam Stichting Omroep Asten Someren, maar de naam SIRIS werd niet aangepast.

## Televisie
Op 1 februari 1999 startte SIRIS met tekst-tv (kabelkrant) en op 1 april 2000 werd SIRIS-teletekst operationeel. In 2002 startte de omroep langzaam met het uitzenden van tv-beelden. Sinds 1 december 2009 zendt SIRIS-tv elke dag een nieuwsprogramma uit en sinds 1 oktober 2014 is er een doorlopende tv-programmering.